# Aristolochia physodes
Aristolochia physodes Ule – gatunek rośliny z rodziny kokornakowatych (Aristolochiaceae Juss.). Występuje endemicznie w Peru.

## Morfologia
Gatunki podobneRoślina jest podobna do A. deltoidea, ale różnią się nieco cechami kwiatów.